# Аграте-Бріанца
Аграте-Бріанца, Аґрате-Бріанца (італ. Agrate Brianza) — муніципалітет в Італії, у регіоні Ломбардія,  провінція Монца і Бріанца.
Аграте-Бріанца розташоване на відстані близько 480 км на північний захід від Рима, 18 км на північний схід від Мілана, 7 км на схід від Монци.
Населення — 15 431 особа (2014).
Покровитель — святий Євсевій із Верчеллі.

## Демографія
Населення за роками:

Станом на 1 січня 2023 року в муніципалітеті офіційно проживали 1454 іноземці з 68 країн, серед них 472 громадяни країн Євросоюзу та 59 громадян України.

## Сусідні муніципалітети
- Бураго-ді-Мольгора
- Кавенаго-ді-Бріанца
- Камб'яго
- Капонаго
- Каругате
- Конкореццо
- Монца
- Вімеркате